# Jacques Alexandre Cesar Charles
Jacques Alexandre Cesar Charles (Beaugency, 12 de novembro de 1746 — Paris, 7 de abril de 1823) foi um físico, inventor e químico francês. Foi o primeiro a fazer voar um balão a gás, em 1783.

## Biografia
Como muitos cientistas da época, Jacques Charles dedicou-se a diversas disciplinas. Especializando-se em trabalhos sobre os gases, estudou com particular interesse a densidade e o poder de dilatação dos mesmos. Ele confirmou o resultado de Henry Cavendish sobre o hidrogênio, que é quatorze vezes mais leve que o ar.
Em 1787, ele foi o primeiro a formular a "lei de dilatação dos gases", mas não publicou as suas pesquisas e foi somente quinze anos mais tarde, em 1802, que o químico Joseph Louis Gay-Lussac as compilou e as comparou aos seus próprios resultados para formular a lei que leva o seu nome. A fórmula que relaciona a pressão e a temperatura de um gás ideal a volume constante, no entanto, leva o nome de Lei de Charles.

Primeiro voo de um balão a gás em 1º de dezembro de 1783

Foi eleito para a Academia de Ciências da França em 1785, e posteriormente se tornou professor de física.

## O inventor
Charles sabia produzir o hidrogênio e experimentava em suas aulas a força ascensional deste gás insuflando bolhas de sabão. Quando a notícia da experiência feita em Annonay pelos irmãos Montgolfier com globos voadores se propagou, ele sabia que poderia tirar proveito de hidrogênio para elevar os homens no ar.
O geólogo e vulcanólogo Barthélemy Faujas de Saint-Fond lançou uma subscrição para financiar a construção de um balão, chamado de "globo" à época, que reuniu 10 000 libras. Após a chegada de Etienne Montgolfier a Paris, Saint-Fond lançou uma nova subscrição.
Jacques Charles fez construir por John e Anne Marie Noël Robert, construtores de aparelhos de precisão, um globo feito de seda impermeabilizada por um verniz à base de borracha. Tratava-se de um pequeno balão esférico de 4 m de diâmetro e um volume de 33 m³. Ao invés do ar quente usado pelos irmãos Montgolfier, ele usou o hidrogênio, muito mais leve que o ar. Ele produziu uma grande quantidade de hidrogênio derramando ácido sulfúrico em limalha de ferro.
O balão começou a ser inflado em 24 de agosto de 1783, operação que durou quatro dias. Em 27 de agosto de 1783, o balão decolou do Campo de Marte (Paris) e viajou 16 km até Gonesse.

## O aeronauta
A competição inicia-se entre os irmãos Montgolfier e Charles. As montgolfieiras e as charlieiras fazem sucesso. Em 19 de setembro teve lugar uma demonstração de Étienne com animais, e 21 de novembro o primeiro voo com humanos, ocasião em que um balão de ar quente decolou com Jean-François Pilâtre de Rozier e o Marquês d'Arlandes.
Enquanto isso, Charles e os irmãos Robert fabricaram um balão capaz de transportar duas pessoas, com um volume de 380 m³. Foi Charles quem projetou os equipamentos instalados nos balões de gás ainda hoje: o cesto de vime, a válvula, a rede e as suspensões, a pilotagem por meio de lastro. 

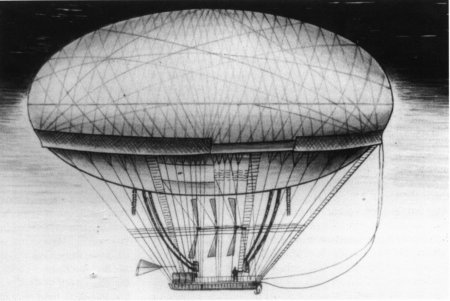
Dirigível de Meusnier

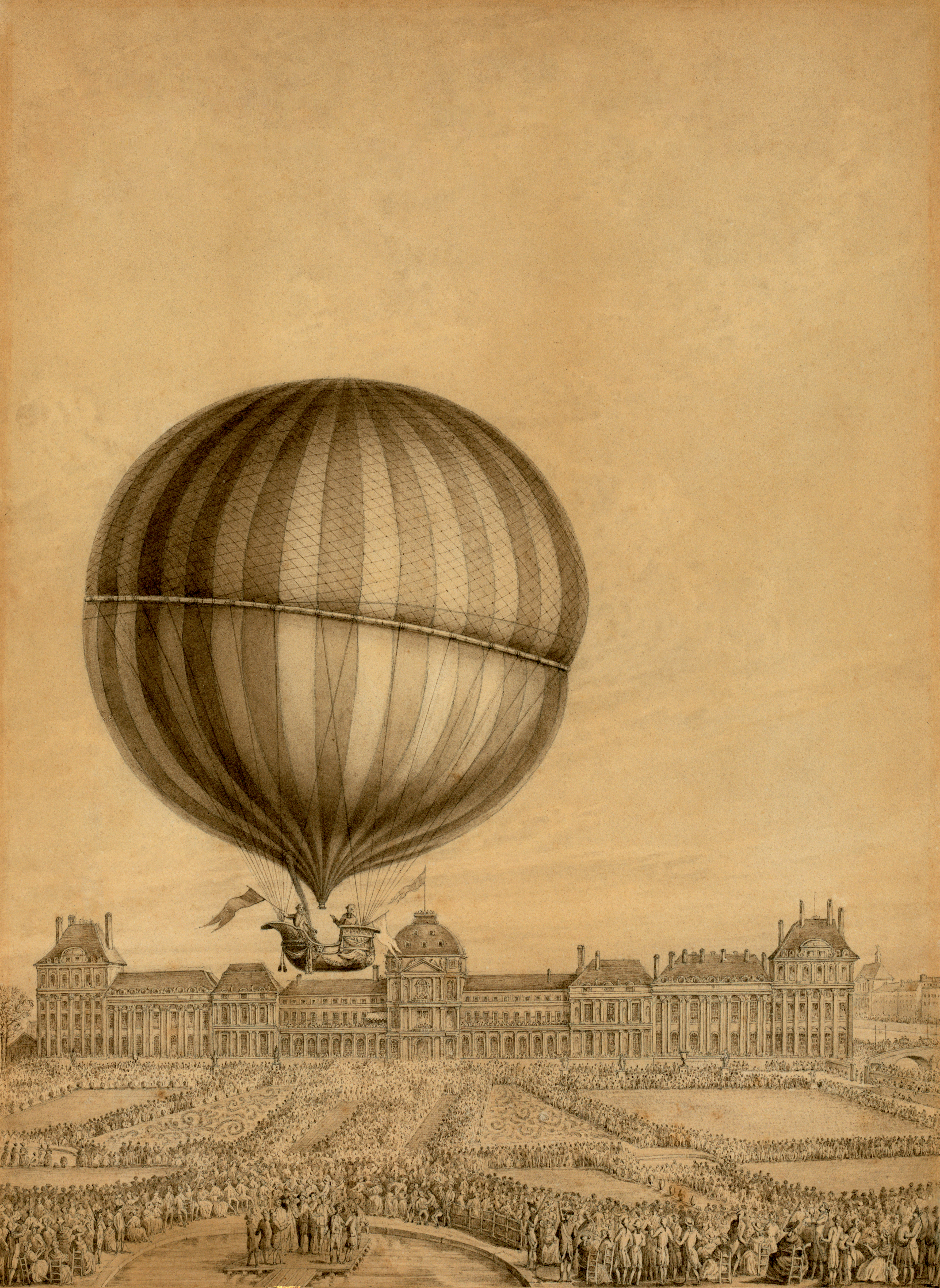
Ilustração contemporânea do primeiro voo de Charles com Nicolas-Louis Robert, 1 de dezembro de 1783. Vista da Place de la Concorde para o Palácio das Tulherias (destruído em 1871)

Em 1 de dezembro 1783, ou seja, dez dias mais tarde, o balão inflado com gás hidrogênio decolou com Charles e Robert Noel no Jardim das Tulherias. O balão voou por duas horas e aterrissou em Nesles depois de viajar 36 km. O Duque de Chartres e o Duque de Fitz-James seguiram a cavalo a aeronave e lavraram a ata. O balão atingiu a altura de 3 300 m, medida com precisão com a ajuda de um barômetro. Portanto Charles também inventou o altímetro. O voo deu a Charles uma grande popularidade, mas ele nunca mais voou.
Charles casou-se com uma mulher muito mais jovem que ele, Julie Bouchaud des Hérettes (1784-1817).